# 五股商圈
五股商圈隸屬新北市五股區。商圈範圍為以觀音山南側為主。

## 周邊觀光資源
1. 觀音山
2. 硬漢公園與硬漢嶺
3. 凌雲禪寺
4. 寶纈禪寺
5. 水碓觀景公園
6. 微風運河
7. 西雲岩寺
8. 五股溼地

## 交通資訊
機車族
臺北→士林→大度路→關渡大橋→三重五股方向→成泰路（縣道103）→凌雲路（鄉道北53-1），沿著指標走可到達觀音山
開車族
1. 高速公路國道1號→五股交流道→64號快速道路(八里方向) →觀音山交流道→凌雲路三段→觀音山
2. 臺北→士林→大度路→關渡大橋→三重五股方向→成泰路(縣道103)→凌雲路(鄉道北53-1)→觀音山

## 相關網站
- 新北市形象商圈
- 五股區公所
- 北海岸及觀音山國家風景區